# Peperomia coquimbensis
Peperomia coquimbensis là một loài thực vật có hoa trong họ Hồ tiêu. Loài này được Skottsb. miêu tả khoa học đầu tiên.